# Gehyra robusta
Gehyra robusta är en ödleart som beskrevs av  King 1984. Gehyra robusta ingår i släktet Gehyra och familjen geckoödlor. Inga underarter finns listade i Catalogue of Life.